# HMS Skifteskär (64)
HMS Skifteskär (64) är en bevakningsbåt typ 60. Båten byggdes 1960 av Kristinehamns Mekaniska Verkstad och modifierades 1988 då den i princip totalrenoverades och byggdes om för bland annat ubåtsspaning med större styrhytt och en avancerad sonar. Skifteskär utrangerades 1998 och såldes då till T. Iván för ungdomsverksamhet. Båten bytte ägare 2018 och renoveras. Mer info kommer.